# Gerald Bischof
Gerald Bischof (* 29. Oktober 1960 in Wien) ist ein österreichischer Politiker (SPÖ) und seit 2012 Bezirksvorsteher des 23. Wiener Gemeindebezirks Liesing.

## Leben
Gerald Bischof legte 1979 die Matura an einer Handelsakademie ab. Er begann 1980 bei der Zentralsparkasse der Gemeinde Wien eine Ausbildung zum Bankkaufmann und arbeitete ab 1982 in der Organisationsabteilung als EDV-Systemanalytiker. 1990 wechselte er an die Volkshochschule Liesing und war von 1991 bis 2004 deren Leiter.
Gerald Bischof ist Vater einer Tochter.

## Politische Laufbahn
Gerald Bischof war von 1987 bis 2012 Bezirksrat Wien-Liesing. In dieser Zeit war er 1990 bis 1995 Vorsitzender der Kulturkommission, 1995 bis 2001 Vorsitzender der Bezirksentwicklungskommission, 1995 bis 2012 Vorsitzender des Finanzausschusses und 2001 bis 2012 Stellvertreter des Bezirksvorstehers. Seit September 2012 ist er Bezirksvorsteher in Wien-Liesing.
Von 2004 bis 2012 war er Bezirksgeschäftsführer der SPÖ-Liesing.